# Bon Jovi Tour
En el verano de 1983, el 24 de septiembre Bon Jovi realizó su primer show en el Madison Square Garden en Nueva York que terminó en noviembre de 1984 más de dos años después, donde promocionaron su primer álbum. También fueron teloneros de bandas como Scorpions en su gira de 1984 y Kiss.

## Lista de temas
Esta es la lista de canciones usualmente tocadas por Bon Jovi en la gira:
- Breakout
- Come Back
- Roulette
- Shot Through the Heart
- Get Ready
- Runaway

| Canción                       | Álbum                         | Tiempo                        |
| Temas tocados durante el tour | Temas tocados durante el tour | Temas tocados durante el tour |
| ----------------------------- | ----------------------------- | ----------------------------- |
| Runaway                       | Bon Jovi                      | 63                            |
| Roulette                      | Bon Jovi                      | 63                            |
| Breakout                      | Bon Jovi                      | 63                            |
| Shot Through The Heart        | Bon Jovi                      | 62                            |
| Get Ready                     | Bon Jovi                      | 62                            |
| Come Back                     | Bon Jovi                      | 60                            |
| She Don`t Know Me             | Bon Jovi                      | 7                             |
| Burning For Love              | Bon Jovi                      | 3                             |
| Love Lies                     | Bon Jovi                      | 2                             |

## Fechas
| Fecha                                             | Ciudad              | País           | Lugar                                 |
| Norteamérica                                      | Norteamérica        | Norteamérica   | Norteamérica                          |
| ------------------------------------------------- | ------------------- | -------------- | ------------------------------------- |
| 3 de marzo de 1984                                | Philadelphia        | Estados Unidos | Ripley's Music Hall                   |
| 16 de marzo de 1984                               | Pittsburgh          | Estados Unidos | Syria Mosque                          |
| 17 de marzo de 1984                               | Cleveland           | Estados Unidos | Agora Theatre                         |
| 24 de marzo de 1984                               | Toronto             | Canadá         | El Mocambo                            |
| 2 de abril de 1984                                | Reseda              | Estados Unidos | Reseda Country Club                   |
| Love at First Sting Tour Aperturas para Scorpions |                     |                |                                       |
| 20 de abril de 1984                               | Reno                | Estados Unidos | Lawlor Events Center                  |
| 24 de abril de 1984                               | Inglewood           | Estados Unidos | The Forum                             |
| 25 de abril de 1984                               | Inglewood           | Estados Unidos | The Forum                             |
| 26 de abril de 1984                               | San Diego           | Estados Unidos | San Diego Sports Arena                |
| 28 de abril de 1984                               | Costa Mesa          | Estados Unidos | Pacific Amphitheatre                  |
| 29 de abril de 1984                               | Daly City           | Estados Unidos | Cow Palace                            |
| 30 de abril de 1984                               | Daly City           | Estados Unidos | Cow Palace                            |
| 2 de mayo de 1984                                 | Vancouver           | Canadá         | Pacific Coliseum                      |
| 4 de mayo de 1984                                 | Edmonton            | Canadá         | Northlands Coliseum                   |
| 5 de mayo de 1984                                 | Calgary             | Canadá         | Stampede Corral                       |
| 7 de mayo de 1984                                 | Winnipeg            | Canadá         | Winnipeg Arena                        |
| 9 de mayo de 1984                                 | Saint Paul          | Estados Unidos | St. Paul Civic Center                 |
| 10 de mayo de 1984                                | Sioux Falls         | Estados Unidos | Sioux Falls Arena                     |
| 12 de mayo de 1984                                | Valley Center       | Estados Unidos | Kansas Coliseum                       |
| 13 de mayo de 1984                                | Kansas City         | Estados Unidos | Kansas Municipal Auditorium           |
| 15 de mayo de 1984                                | Omaha               | Estados Unidos | Omaha Civic Auditorium                |
| 16 de mayo de 1984                                | Cedar Rapids        | Estados Unidos | Five Seasons Center                   |
| 17 de mayo de 1984                                | St. Louis           | Estados Unidos | Kiel Auditorium                       |
| 19 de mayo de 1984                                | Springfield         | Estados Unidos | Prairie Capital Convention Center     |
| 20 de mayo de 1984                                | Rosemont            | Estados Unidos | Rosemont Horizon                      |
| 21 de mayo de 1984                                | Rosemont            | Estados Unidos | Rosemont Horizon                      |
| 23 de mayo de 1984                                | Rosemont            | Estados Unidos | Rosemont Horizon                      |
| 24 de mayo de 1984                                | Kalamazoo           | Estados Unidos | Wings Stadium                         |
| 25 de mayo de 1984                                | Rosemont            | Estados Unidos | Rosemont Horizon                      |
| 26 de mayo de 1984                                | Elkhorn             | Estados Unidos | Alpine Valley Music Theatre           |
| 27 de mayo de 1984                                | Charlevoix          | Estados Unidos | Castle Farms                          |
| 28 de mayo de 1984                                | Clarkston           | Estados Unidos | Pine Knob Music Theatre               |
| 30 de mayo de 1984                                | Richfield           | Estados Unidos | Richfield Coliseum                    |
| 1 de junio de 1984                                | Philadelphia        | Estados Unidos | The Spectrum                          |
| 2 de junio de 1984                                | Buffalo             | Estados Unidos | Buffalo Memorial Auditorium           |
| 3 de junio de 1984                                | Binghamton          | Estados Unidos | Broome County Veterans Memorial Arena |
| 5 de junio de 1984                                | Rochester           | Estados Unidos | Rochester Community War Memorial      |
| 6 de junio de 1984                                | New York City       | Estados Unidos | Madison Square Garden                 |
| 7 de junio de 1984                                | New York City       | Estados Unidos | Madison Square Garden                 |
| 8 de junio de 1984                                | New York City       | Estados Unidos | Madison Square Garden                 |
| 9 de junio de 1984                                | Providence          | Estados Unidos | Providence Civic Center               |
| 10 de junio de 1984                               | New Haven           | Estados Unidos | New Haven Veterans Memorial Coliseum  |
| 12 de junio de 1984                               | Worcester           | Estados Unidos | The Centrum                           |
| 13 de junio de 1984                               | Portland            | Estados Unidos | Cumberland County Civic Center        |
| 15 de junio de 1984                               | Glen Falls          | Estados Unidos | Glens Falls Civic Center              |
| 16 de junio de 1984                               | Allentown           | Estados Unidos | Allentown Fairgrounds                 |
| 17 de junio de 1984                               | Hampton             | Estados Unidos | Hampton Coliseum                      |
| 19 de junio de 1984                               | Charleston          | Estados Unidos | Charleston Civic Center               |
| 20 de junio de 1984                               | Pittsburgh          | Estados Unidos | Civic Arena                           |
| 22 de junio de 1984                               | Indianápolis        | Estados Unidos | Market Square Arena                   |
| 23 de junio de 1984                               | Fort Wayne          | Estados Unidos | Allen County War Memorial Coliseum    |
| 24 de junio de 1984                               | Cincinnati          | Estados Unidos | Cincinnati Gardens                    |
| 26 de junio de 1984                               | Columbus            | Estados Unidos | Battelle Hall                         |
| 27 de junio de 1984                               | Toledo              | Estados Unidos | Toledo Sports Arena                   |
| 29 de junio de 1984                               | Nashville           | Estados Unidos | Nashville Municipal Auditorium        |
| 30 de junio de 1984                               | Knoxville           | Estados Unidos | Knoxville Civic Auditorium            |
| 1 de julio de 1984                                | Huntsville          | Estados Unidos | Von Braun Center                      |
| 3 de julio de 1984                                | Memphis             | Estados Unidos | Mid-South Coliseum                    |
| 4 de julio de 1984                                | Louisville          | Estados Unidos | Louisville Gardens                    |
| 7 de julio de 1984                                | Atlanta             | Estados Unidos | The Omni                              |
| 8 de julio de 1984                                | Greensboro          | Estados Unidos | Greensboro Coliseum                   |
| 10 de julio de 1984                               | St. Petersburg      | Estados Unidos | Bayfront Center                       |
| 11 de julio de 1984                               | Fort Myers          | Estados Unidos | Lee County Civic Center               |
| 13 de julio de 1984                               | San Juan            | Puerto Rico    | Hiram Bithorn Stadium                 |
| 14 de julio de 1984                               | Pembroke Pines      | Estados Unidos | Hollywood Sportatorium                |
| 15 de julio de 1984                               | Jacksonville        | Estados Unidos | Jacksonville Memorial Coliseum        |
| 17 de julio de 1984                               | Savannah            | Estados Unidos | Savannah Civic Center                 |
| 18 de julio de 1984                               | Charlotte           | Estados Unidos | Charlotte Coliseum                    |
| Asia (Super Rock '84 Tour en Japón)               |                     |                |                                       |
| 4 de agosto de 1984                               | Nagoya              | Japón          | Nagoya Baseball Stadium               |
| 6 de agosto de 1984                               | Fukuoka             | Japón          | Fukuoka Sports Center                 |
| 8 de agosto de 1984                               | Osaka               | Japón          | Osaka Nankou Special Stage            |
| 9 de agosto de 1984                               | Osaka               | Japón          | Osaka Nankou Special Stage            |
| 11 de agosto de 1984                              | Tokio               | Japón          | Seibu Lions Stadium                   |
| 12 de agosto de 1984                              | Tokio               | Japón          | Seibu Lions Stadium                   |
| Animalize World Tour Apertura para Kiss           |                     |                |                                       |
| 30 de septiembre de 1984                          | Brighton            | Inglaterra     | Brighton Centre                       |
| 1 de octubre de 1984                              | Southampton         | Inglaterra     | Gaumont Theater                       |
| 2 de octubre de 1984                              | St Austell          | Inglaterra     | Cornwall Coliseum                     |
| 4 de octubre de 1984                              | Mánchester          | Inglaterra     | Manchester Apollo                     |
| 5 de octubre de 1984                              | Glasgow             | Escocia        | Glasgow Apollo                        |
| 6 de octubre de 1984                              | Edinburgh           | Escocia        | Edinburgh Playhouse                   |
| 7 de octubre de 1984                              | Newcastle upon Tyne | Inglaterra     | Newcastle City Hall                   |
| 8 de octubre de 1984                              | Newcastle upon Tyne | Inglaterra     | Newcastle City Hall                   |
| 10 de octubre de 1984                             | Leicester           | Inglaterra     | De Montfort Hall                      |
| 11 de octubre de 1984                             | Ipswich             | Inglaterra     | Gaumont Theater                       |
| 12 de octubre de 1984                             | Stafford            | Inglaterra     | Bingley Hall                          |
| 13 de octubre de 1984                             | Leeds               | Inglaterra     | Queen's Hall                          |
| 14 de octubre de 1984                             | Londres             | Inglaterra     | Wembley Arena                         |
| 15 de octubre de 1984                             | Londres             | Inglaterra     | Wembley Arena                         |
| 16 de octubre de 1984                             | Múnich              | Alemania       | Circus Krone Building                 |
| 17 de octubre de 1984                             | Offenbach am Main   | Alemania       | Wiener Stadthalle                     |
| 19 de octubre de 1984                             | Núremberg           | Alemania       | Hammerleinhalle                       |
| 21 de octubre de 1984                             | Copenhague          | Dinamarca      | K.B. Hallen                           |
| 22 de octubre de 1984                             | Oslo                | Noruega        | Drammenshallen                        |
| 24 de octubre de 1984                             | Lund                | Suecia         | Olympen                               |
| 25 de octubre de 1984                             | Copenhague          | Dinamarca      | K.B. Hallen                           |
| 26 de octubre de 1984                             | Stockholm           | Suecia         | Johanneshovs Isstadion                |
| 27 de octubre de 1984                             | Gothenburg          | Suecia         | Scandinavium                          |
| 29 de octubre de 1984                             | Hanover             | Alemania       | Stadionsporthalle                     |
| 30 de octubre de 1984                             | Düsseldorf          | Alemania       | Philipshalle                          |
| 31 de octubre de 1984                             | Ludwigshafen        | Alemania       | Eberthalle                            |
| 1 de noviembre de 1984                            | Zúrich              | Suiza          | Hallenstadion                         |
| 3 de noviembre de 1984                            | Brussels            | Bélgica        | Forest National                       |
| 4 de noviembre de 1984                            | Zwolle              | Países Bajos   | IJsselhal                             |
| 5 de noviembre de 1984                            | París               | Francia        | Le Zénith                             |

Bon Jovi on tour